# Горловка
Го́рловка (укр. Го́рлівка) — город в Донецкой области Украины. С апреля 2014 года по 2022 год контролировался самопровозглашённой Донецкой Народной Республикой. Согласно законодательству Украины является временно оккупированной территорией. С 2022 года аннексирована Россией.

## История

### Первые поселения
Наличие около сотни курганов на месте нынешней Горловки свидетельствует о многочисленных поселениях людей в древнейшие времена и даёт возможность для изучения истории города начиная не с даты основания, а на несколько тысяч лет ранее.
Более известные современной науке казацкие поселения появились в XVII веке, когда запорожцами и беглыми крестьянами Российской империи были основаны хутора вдоль рек Корсунь, Железная и Кодым. Для укрепления границ Российской империи правительство формирует во второй половине XVIII века славяно-сербские поселенческие полки, в состав которых входят сербы, хорваты, словенцы, валахи, сбежавшие от австрийского угнетения, а также украинские и русские крестьяне и казаки. Полки делились на роты, которые основали отдельные поселения на территории современной Горловки.

### Промышленное освоение
В 1754 году возникает село Государев Байрак (или Боерак, теперь — территория города). В 1776 году зимовники и хутора в балке Сухой Яр и в урочище Жёваный Лес слились в слободу Зайцево, южную часть которой назвали Никитовка (изначально Никитино), в честь одного из её жителей — Никиты Девятилова. В 1795 году в селе Государев Байрак и слободе Зайцево (оба — в черте современной Горловки) насчитывалось 6 514 человек, в слободе Железная в 1884 году — 3 529 жителей. В 1800—1805 годах образовываются хутора Щербиновский, Нелеповский. Возникает слобода Железная. Заселяют её преимущественно переселенцы из Харьковской губернии. В начале XIX века тут были открыты залежи угля, появились крестьянские мелкие шахты.

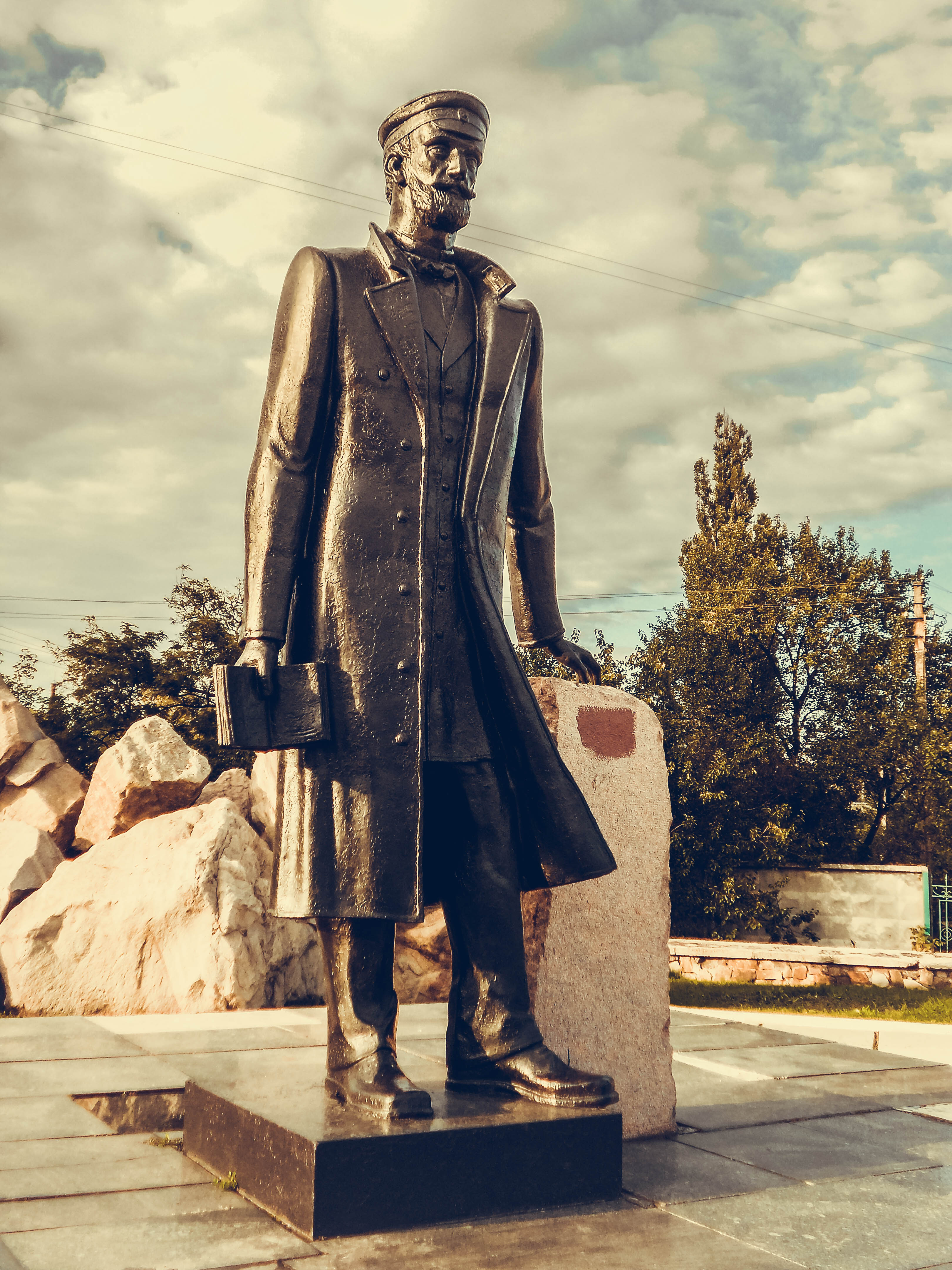
Памятник Петру Горлову

С началом строительства Курско-Харьковско-Азовской железной дороги в 1867 году основан посёлок, одноимённая железнодорожная станция Корсунь (позднее посёлку и станции присвоено имя Горловка), а также каменноугольный рудник, названный Корсунская Копь № 1 и состоявший из двух шахт, которые устраивал горный инженер Пётр Николаевич Горлов, заодно разработавший технологию добычи крутопадающих угольных пластов.
В 1889 году у посёлка Горловка (находившегося в составе Бахмутского уезда Екатеринославской губернии) промышленником А. Н. Глебовым было открыто месторождение антрацита и началось его освоение. Глебов сумел обратить внимание правительства на громадное значение своих работ как для донецкого края, так и для всей промышленной России, и получить субсидию в 1,2 млн рублей для возведения металлургических заводов. В 1895 году А. Н. Глебов образовал Государево Байракское-Товарищество, учредителями которого стали, кроме него, его брат Н. Н. Глебов, владелец доломитного завода при станции Никитовка К. Ф. Медвенский и горный инженер Л. Г. Рабинович. А. Н. Глебов приобрёл у крестьян села Государев Байрак участок земли и построил шахту Святого Андрея. В 1897 году она вошла в строй. В Советское время шахта приобрела название — имени М. И. Калинина.

### XX век

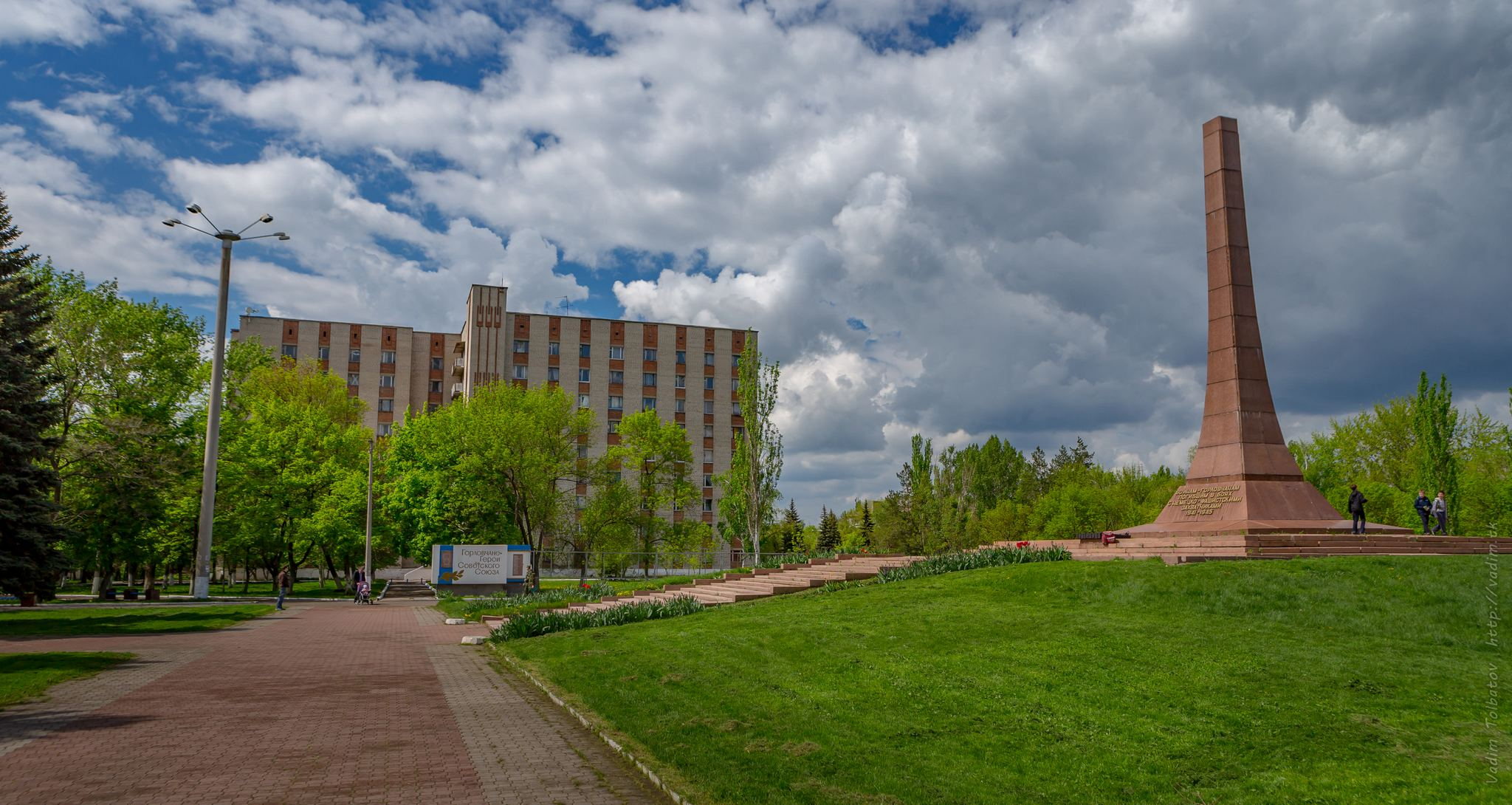
Обелиск Славы в сквере Коммунаров, Горловка

В 1932 году Горловку планировали сделать административным центром Донбасса, но уполномоченный по этому вопросу Лазарь Каганович, поразившийся непролазной грязи возле шахты «Кочегарка», решил ехать в Юзовку (Сталино).
В порядке проведения культурно-бытового похода имени XVII съезда партии в 1934 году осуществлёна идея создания подземного буфета для горняков. В шахте № 1 на глубине 690 метров открыт буфет, который обслуживает холодными завтраками 200 (260) подземных рабочих. Буфет расположен недалеко от ствола шахты.
Во время Великой Отечественной войны, горловские шахты были затоплены отступавшими советскими войсками, оборудование машзавода имени С. М. Кирова было эвакуировано на Урал. На территории Горловки располагались румынские, венгерские, итальянские и германские части.
После освобождения 4 сентября 1943 года на горловских шахтах зародилось движение за восстановление угольных предприятий под руководством Марии Гришутиной под девизом «Девушки! В забой!».

### XXI век
В октябре 2013 года была завершена реконструкция дворца культуры Горловки.
Во время протестных движений на востоке Украины 1 марта 2014 года пророссийский митинг собрал в городе 5 тысяч человек. 14 апреля пророссийские активисты захватили городской совет и подняли флаги России и самопровозглашённой Донецкой Народной республики. 30 апреля 2014 года город перешёл под контроль ДНР. С 20 июля по 6 сентября 2014 года в городе велись бои между украинскими войсками и вооружёнными формированиями ДНР.
До начала активных боевых действий в 2022 году Никитовский район города находился на линии разграничения с подконтрольной Украине территорией — Чигари, Шумы и Новгородское стали посёлками городского подчинения города Торецка.

## География
Расстояние до Донецка: по автодорогам — 37 км, по железным дорогам — 53 км.
Город находится на западных отрогах Донецкого кряжа. По территории города протекают 29 рек, но ни одна река его не пересекает. В городе находятся истоки таких рек, как Лугань (приток Северского Донца), Бахмут (приток Северского Донца), Корсунь (приток Крынки). Все — реки бассейна Азовского моря.
По северо-западной окраине (район станции Майорская) и северо-восточным предместьям города проходит линия разграничения военных сил (см. Второе минское соглашение).
Соседние населённые пункты
Под контролем Украины:
- на западе: Нью-Йорк , Пивденное (частично), Зализное;
- на северо-западе: Шумы, Пивничное, Дружбы;
- на севере: Гладосово, Травневое , Доломитное (частично);
- на северо-востоке: Лозовое.

Под контролем ДНР:
- на севере: Зайцево , Гольмовский, Травневое (часть, объявленная «буферной зоной»)[12][неавторитетный источник], Доломитное[13];
- на востоке: Калиновка, город Углегорск, Каютино;
- на юго-востоке: Александровское, Оленовка, город Енакиево;
- на юге: Новосёловка, Карло-Марксово, Фёдоровка, Пятихатки;
- на юго-западе: Широкая Балка, Ставки, Михайловка, Озеряновка;
- на западе: Пивденное (частично).

## Население
292,25 тыс. жителей (2001) с территориями, подчинёнными горсовету 314,66 тыс. жителей. Количество населения на 1 мая 2013 года — 276 330 человек. Сократилось за период с переписи 1989 года на 16 % в результате оттока и отрицательного естественного прироста.
Рождаемость — 6,6 на 1 000 человек; смертность — 18,6; естественная убыль — 12; сальдо миграции отрицательное (−1,8 на 1 000 человек).

### Динамика количества
Население городского совета на 1 января 2015 года — 271 096 чел. Количество на начало года:
| Год  | Количество жителей |
| ---- | ------------------ |
| 1795 | 6 514              |
| 1884 | 3 529              |
| 1897 | 7 024              |
| 1923 | 11 476             |
| 1927 | 23149              |
| 1933 | 57 902             |
| 1934 | 57 000             |
| 1937 | 85 700             |
| 1939 | 109 308            |
| 1956 | 239 600            |
| 1959 | 292 616            |
| 1961 | 307 000            |
| 1964 | 333 000            |
| 1965 | 337 000            |
| 1970 | 335 064            |
| 1971 | 336 000            |
| 1977 | 342 000            |
| 1979 | 336 487            |
| 1987 | 345 000            |
| 1989 | 338 106            |
| 1992 | 336 100            |
| 1994 | 332 100            |
| 1998 | 309 300            |
| 2000 | 299 000            |
| 2002 | 292 250            |
| 2003 | 287 319            |
| 2004 | 283 309            |
| 2005 | 279 061            |
| 2006 | 275 452            |
| 2007 | 272 376            |
| 2008 | 269 124            |
| 2009 | 266 270            |
| 2010 | 263 647            |
| 2011 | 261 052            |
| 2012 | 258 879            |
| 2013 | 256 714            |
| 2014 | 254 416            |
| 2015 | 250 991            |

Рейтинг города (по численности населения) по состоянию на 1 января 2015 года:
| Место в мире | Место в Европе | Место в бывшем СССР | Место в Украине | Место в области |
| ------------ | -------------- | ------------------- | --------------- | --------------- |
| 1828         | 222            | 136                 | 25              | 4               |

### Национальный состав
Данные переписи населения 2001 года
| N | Национальность | Количество | Уд. вес (%) |
| - | -------------- | ---------- | ----------- |
| 1 | Украинцы       | 160 397    | 51,36       |
| 2 | Русские        | 139 980    | 44,82       |
| 3 | Белорусы       | 4 079      | 1,31        |
| 4 | Татары         | 876        | 0,28        |
| 5 | Армяне         | 784        | 0,25        |
| 6 | Молдаване      | 720        | 0,23        |
| 7 | Азербайджанцы  | 647        | 0,21        |
|   | Всего          | 312 284    | 100,00      |

### Языковой состав
Родной язык населения по данным переписи 2001 года:
| Язык       | Численность, чел. | Доля     |
| ---------- | ----------------- | -------- |
| Украинский | 40 308            | 13,91 %  |
| Русский    | 246 682           | 85,10 %  |
| Другое     | 2 882             | 0,99 %   |
| Итого      | 289 872           | 100,00 % |

## Символика
В 2000 году был утверждён новый герб и флаг Горловки, разработанные заслуженным художником Украины Леонидом Толстовым. Авторами гимна города являются Евгений Легостаев (текст) и Анатолий Высоцкий (музыка). В 2020 году после проведения конкурса был представлен новый гимн Горловки, автор текста — Алексей Ивахненко, музыки — Михаил Хохлов.

## Административное деление
Горловcкий район занимает территорию 422 км², из них около 150 км² — территория города Горловки. На одного жителя приходится 340 м² зелёных насаждений.

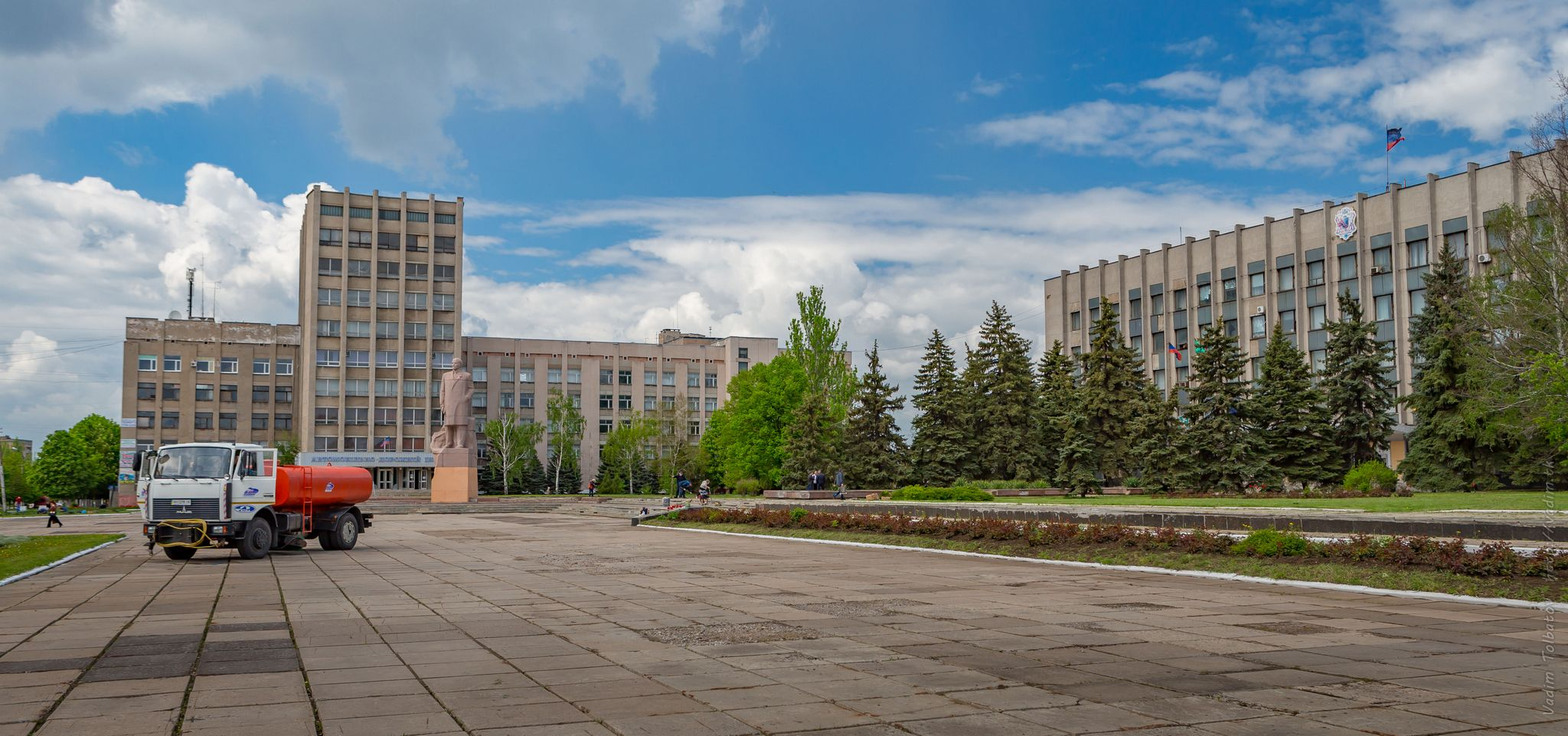
Площадь Ленина, Горловка

Имеется три административных района:
- Калининский район;
- Никитовский район;
- Центрально-Городской район.

В городе имеются Комитеты самоорганизации населения — в Никитовском районе их шесть, в Калининском — тринадцать, в Центрально-Городском — десять.

## Руководство
- Приходько Иван Сергеевич — исполняющий обязанности главы администрации города Горловка с 14 июля 2016 года.

## Промышленность
Каменноугольная промышленность
- ГП «Артёмуголь», включающее 4 угольные шахты.

Добыча угля на шахтах «Артёмуголь» приостановлена, а предприятия работают в режиме предотвращения экологической катастрофы.
- Завод «Фильтр»

| Районы Горловки: Калининский Никитовский Центрально-Городской | Населённые пункты: 1 — Гладосово 2 — Гольмовский 3 — Зайцево 4 — Михайловка 5 — Озеряновка 6 — Пантелеймоновка 7 — Пятихатки 8 — Рясное 9 — Ставки 10 — Фёдоровка 11 — Широкая Балка |

Машиностроительная

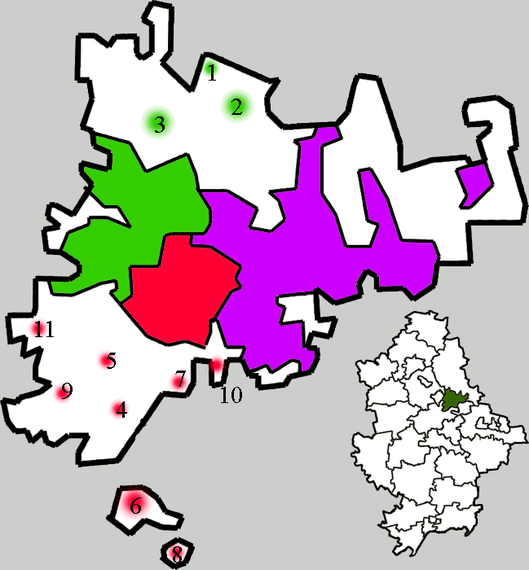
Состав Горловского городского совета:

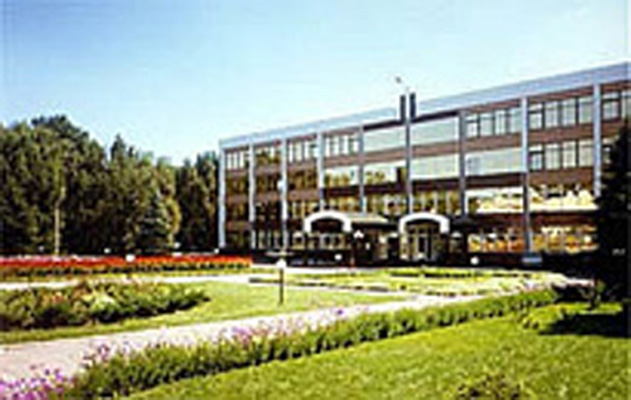
Административное здание концерна «Стирол»

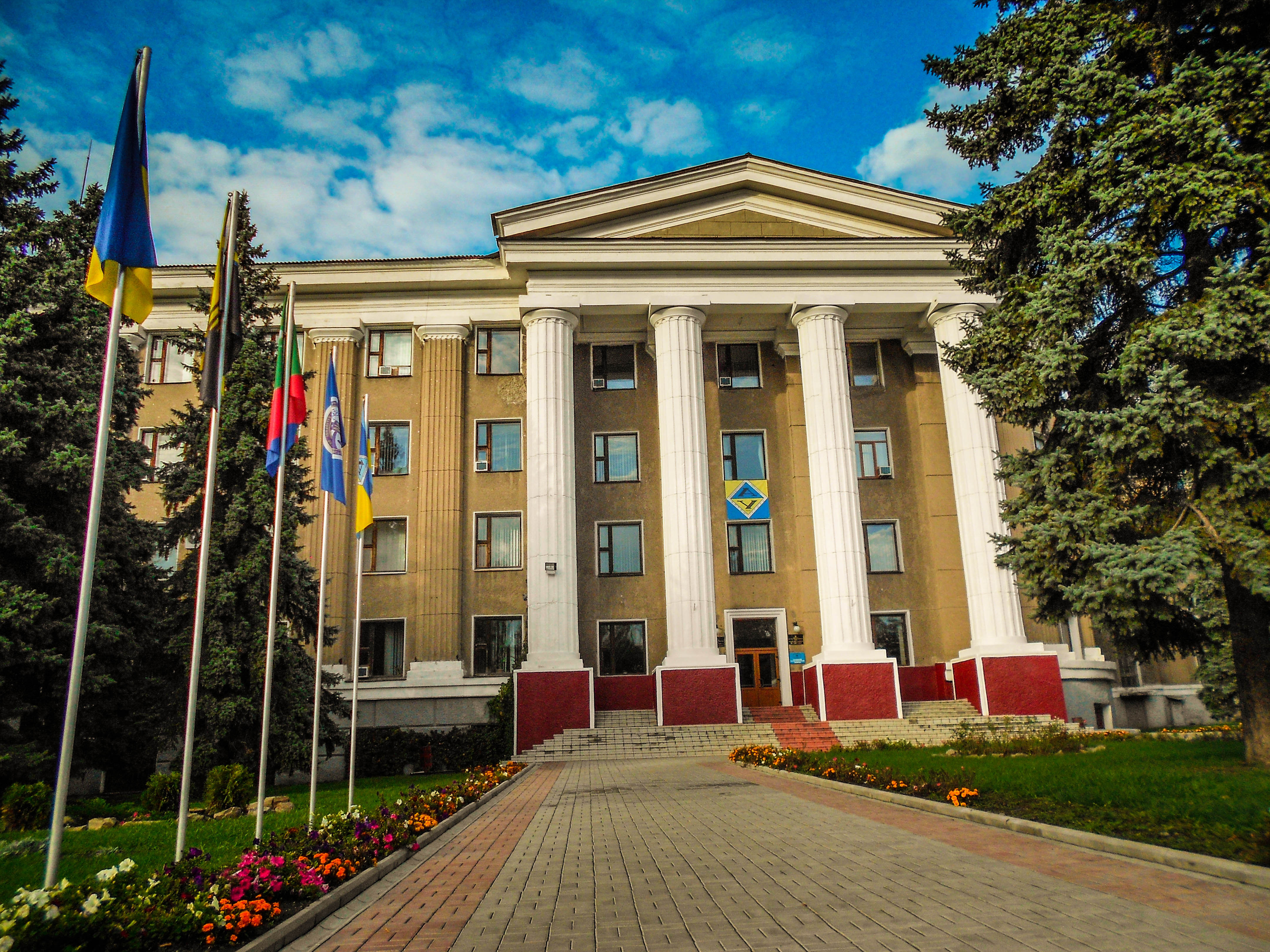
Административное здание предприятия «Артёмуголь»

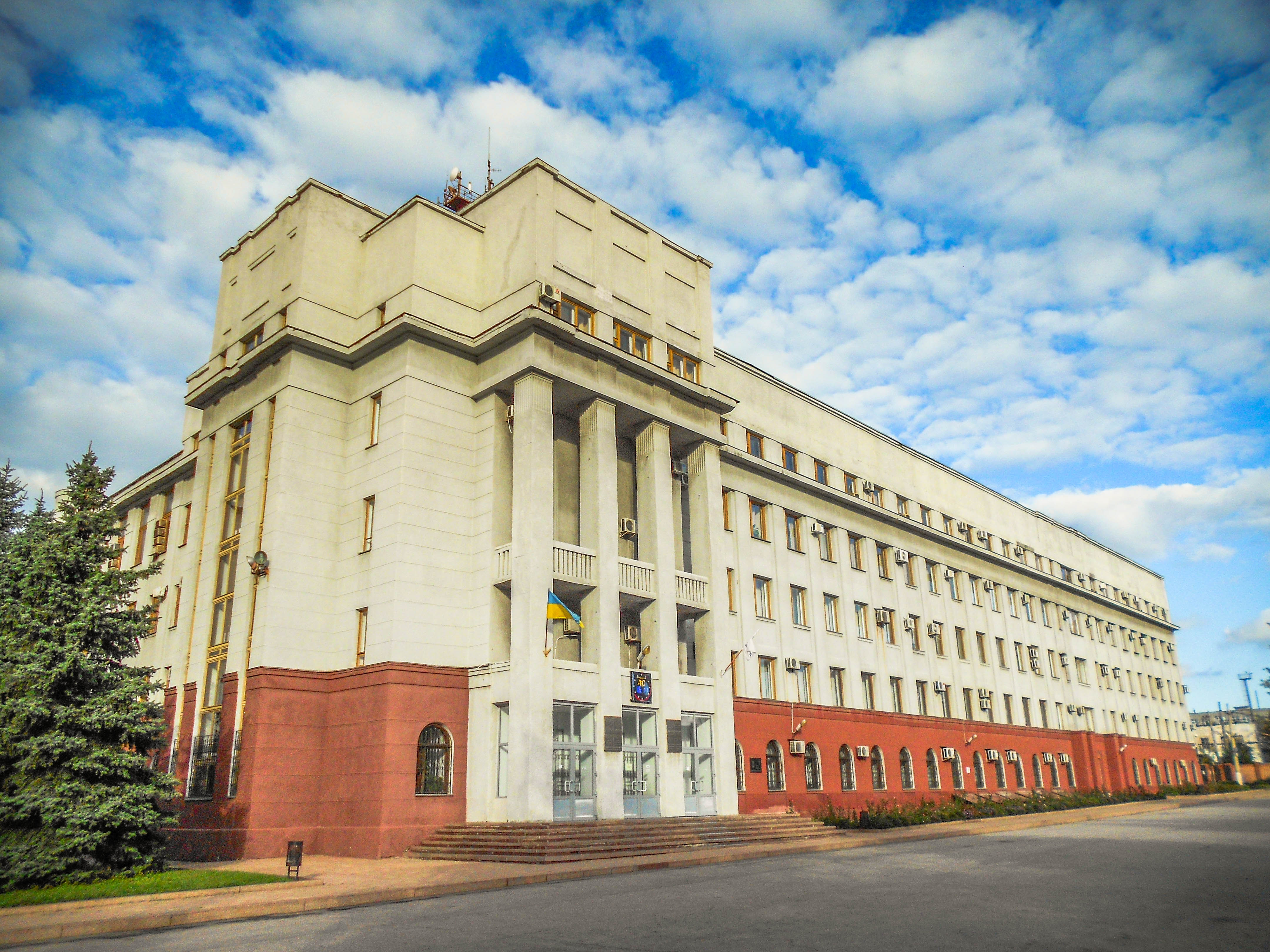
Здание «Донбассэнерго»

- Машиностроительный завод имени С. М. Кирова — сейчас АО «Горловский машиностроитель» по выпуску угольных комбайнов
- Новогорловский машиностроительный завод — бурильные установки, станки для дегазации угольных пластов, породопогрузочные машины и другое. Предприятие контролирует около 85 % украинского рынка бурильной техники и оборудования для механизации поверхности шахт[источник не указан 310 дней]
- Рудоремонтный завод
- «Универсал» — изготовление и капитальный ремонт механизированных крепей, проходческих машин и другой техники для угольных шахт[45][46].
- «Спецуглемаш»
- Авторемонтный завод

Химическая
- ПАО «Концерн Стирол» — крупнейшее (после ЗАО «Северодонецкое объединение Азот») химическое предприятие Украины
- Горловский казённый химический завод
- Завод «Эластомер»
- Смолоперерабатывающий завод

Коксохимическая
- Горловский коксохимический завод

Лёгкая
- швейная фабрика «Горловчанка» — ранее специализировалась на пошиве лёгкого женского платья. В начале 2000-х по заказу американца родом из Одессы изготавливала сложные модели женских курток и брюк. В 2005 году окончательно обанкротилась[47].
- фабрика трикотажного полотна

Пищевая
- мясокомбинаты: ЧАО «Горловский мясокомбинат» ТМ «Щирий Кум»; ООО «Первый Горловский мясокомбинат»
- молокозавод
- Никитовский хлебокомбинат
- Горловский хлебокомбинат
- Кондитерская фабрика «Конти»

Горнодобывающая промышленность
- Никитовский ртутный комбинат (не эксплуатируется). Работает предприятие ООО «Никитртуть», созданное на его базе.
- в посёлке Гольмовский, входящем в состав Горловского горсовета, возрождается Никитовский доломитный завод — ныне ООО «Никитовский огнеупорный комбинат» (в 2005 признан банкротом; ныне всё оборудование вывезено и большая часть цехов развалена)
- ПАО «Пантелеймоновский огнеупорный завод», одно из крупнейших предприятий Украины по производству магнезиальной огнеупорной продукции, вошёл в структуру Группы «Магнезит» в январе 2012 года.

Деревообрабатывающая промышленность
Электроэнергетика
- управление Донбасской электроэнергетической системы Национальной энергетической компании (НЭК) «Укрэнерго» (бывшее ПЭО «Донбассэнерго»), в зону диспетчерского управления которой входят Донецкая и Луганская области. Протяжённость собственных линий электропередачи Донбасской ЭС в одноцепном измерении составляет 4095,6 км. Донбасская ЭС эксплуатирует 29 подстанций 220—750 кВ.

Из общего числа занятых в народном хозяйстве около 40 % работают в промышленности.
К настоящему времени[когда?] из девяти существовавших в городе шахт закрыты большинство («Кочегарка», «им. Н. Изотова», «Кондратьевская», № 2-БИС). Шахта № 19—20 была закрыта ещё при СССР. Шахты «Комсомолец», «им. Гагарина» и «Александр-Запад» на грани закрытия, что, по мнению специалистов, может повлечь за собой экологическую катастрофу: воду, заполнившую пустые выработки, придётся откачивать со всего поля Северного и Южного падения угольных пластов Центрального района Донбасса (их протяжённость — около 30 км). Под Горловкой может образоваться огромное подземное озеро, что будет иметь непредсказуемые последствия. Трудно решается и проблема трудоустройства высвобожденных шахтёров: создание новых рабочих мест практически не финансируется государством. Всё это говорит о том, что проводимая реструктуризация отечественной угольной промышленности не до конца продумана. В 1998 году правительством принято решение о специальном режиме реструктуризации Никитовского ртутного комбината. Горно-металлургический комплекс комбината ликвидируется, на его базе создаются самостоятельные дочерние предприятия. В их числе — госпредприятие гидрогеологической защиты выполнения горных работ на угольных шахтах Горловки и Торецка, а также защиты территорий жилых массивов и участка канала «Северский Донец — Донбасс» от подтоплений, смещения, провалов земной поверхности.
После долгого простоя вновь запущены батареи Горловского коксохимического завода[когда?].
За 2010 год объём реализованной промышленной продукции в действующих ценах составил 5,1 млрд грн.

## Транспорт

### Автобусы
В городе Горловка действует разветвлённая сеть автобусных маршрутов, связывающая основные районы города, пригородные посёлки и промышленные зоны. Автобусы обслуживают как центральные части города, так и отдалённые районы, такие как поселки Зайцево, Михайловка и Гольмовский.

#### Трамвай
Трамвай, запущенный в Горловке 7 ноября 1932, имеет три маршрута:
- 1 — Железнодорожный вокзал — шахта им. Ленина;
- 7 — 245 квартал — Посёлок Штеровка;
- 8 — Шахта «Калинина» — 245 квартал.

#### Троллейбус
Троллейбус, запущенный в Горловке 6 ноября 1974, имеет четыре маршрута:
- 1 — Станция Никитовка — ОАО «Альтаир»;
- 2 — Жилой массив «Строитель» — Жилой массив «Солнечный»;
- 3 — Жилой массив «Строитель» — Новогорловка;
- 4 — Жилой массив «Строитель» — Станция Никитовка[48]

### Железнодорожный транспорт
Железнодорожный узел. На территории города находятся семь железнодорожных станций: Никитовка, Горловка, Трудовая, Байрак, Терриконная, Майорская, Пантелеймоновка.

## Финансы
Доход бюджета города в 2004 году составил 57 960,0 тыс. гривен, в том числе получил дотации из государственного бюджета Украины на сумму 20 232,8 тыс. гривен. Городской бюджет Горловки в 1976 году составил 32,0 млн рублей, в том числе расходы на здравоохранение — 15,0 млн рублей, на образование — 10,7 млн рублей.
Экспорт товаров в 2003 году — 257,7 млн долларов США. Прямые иностранные инвестиции на 2003 год — 4,8 млн $. Объём произведённых услуг в 2003 году — 76,8 млн гривен. Коэффициент безработицы — 2,8 %. Среднемесячная зарплата в 2011 году — 1500—2500 грн.

## Социальная сфера
Профессиональное образование представлено:
- высшими учебными заведениями:

- Автомобильно-дорожным институтом ГОУВПО «ДонНТУ»,
- Горловским государственным педагогическим институтом иностранных языков,

- техникумами:

- Государственное профессиональное образовательное учреждение «Горловский автотранспортный техникум» Государственного образовательного учреждения высшего профессионального образования «Донецкий национальный технический университет»,
- Горловский техникум пищевой промышленности,
- Горловский техникум Донецкого национального университета,
- Горловский жилищно-коммунальный техникум,
- Горловский машиностроительный колледж,
- Горловский медицинский колледж;
- Горловский колледж промышленных технологий
- Горловский колледж технологий и сервиса

- профессионально-техническими учебными заведениями:

- Горловский профессиональный лицей сферы услуг,
- Горловский профессиональный лицей,
- Горловский профессиональный лицей строительства,
- Высшее профессиональное училище № 37,
- Горловский профессиональный лицей строительной механизации,
- Профессионально-техническое училище № 88,
- Горловский профессиональный лицей сферы услуг и торговли,
- Горловский профессиональный горный лицей.

По состоянию на 2014 год в городе работают 58 школ и 57 детских садов.

## Культура

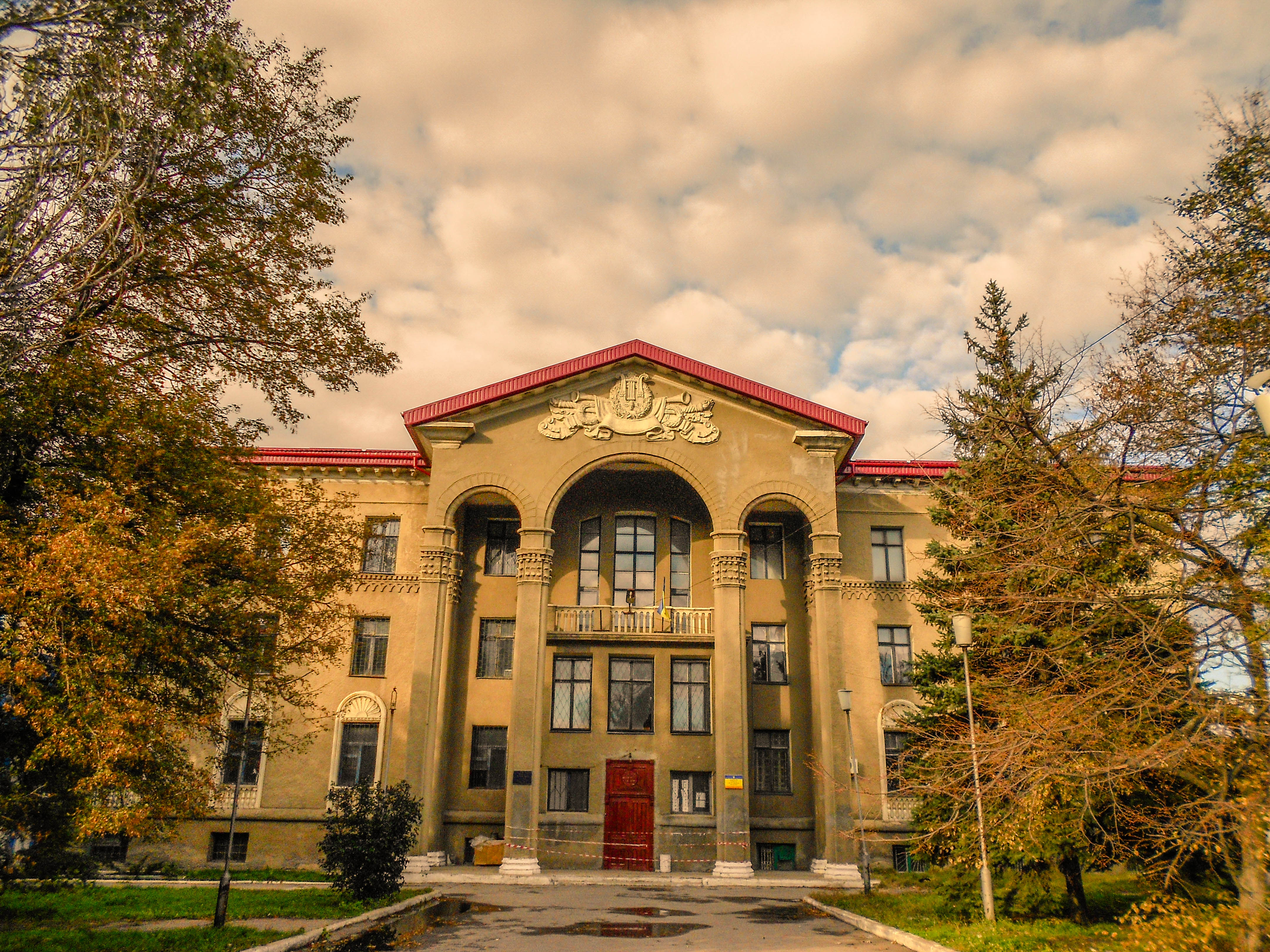
Дворец культуры имени Ленина

Музей истории города, художественный музей (самая большая на Украине коллекция картин Н. К. Рериха), музей миниатюрной книги имени В. А. Разумова (единственный государственный в мире). 62 из 84 общеобразовательные школы (29 700 учеников, 7 000 педагогов), 55 детсадов (5 700 детей), 19 из 25 домов культуры и клубов, 7 парков, 29 библиотек, 7 кинотеатров.
В Горловке существует два литературных объединения, которые вышли из одной литгруппы (образовалась около 1923 года, на базе пролетарского союза писателей «Забой»). После раскола в начале 1990-х годов литературные группы больше не объединялись. Более крупное — литобъединение «Забой», в рядах которого более 45 человек. «Забой» является общественной организацией, с 1994 года выпускает ежегодный альманах «Восхождение»; в рядах лито — члены Национального союза писателей Украины — Егор Гончаров, Наталья Бугир и Любовь Новикова-Бемм, а также Межрегионального союза писателей — Наталия Ковальская (также НСПУ), Иван Нечипорук (он же член Союз писателей России), Екатерина Ромащук, Сергей Таран, Виктория Полякова, Виктор Полупан, Нина Беличенко, Оксана Егорцева и др. На сегодняшний день в Горловке также функционируют литобъединение имени П. Беспощадного, молодёжное лито «Стражи весны», Клуб любителей фантастики и Клуб авторской песни «Нейтральная полоса». С осени 2013 года образовалось Горловское отделение Межрегионального союза писателей, в которое помимо горловчан входят ячейки из Дзержинска, Красноармейска и других населённых пунктов Донбасса.
В 1920-х появилась театральная студия, с годами переросшая в городской театр. С 1960-х годов в ДК имени Ленина был организован Горловский городской народный театр «Юность», репертуар которого с каждым годом становится всё обширней и разнообразней — от детских спектаклей до постановки классических драматических произведений. На сегодняшний день театр располагается в здании кинотеатра «Шахтёр». Директор театра — В. И. Яворская, главный режиссёр — В. Н. Блинов (умер в июле 2018).
В Горловке родились:
- народная артистка РСФСР Лилия Гриценко (24 декабря 1917 — 9 января 1989).
- заместитель председателя Союза писателей России Лариса Георгиевна Баранова-Гонченко.

Из Горловки родом участники рок-трио Fontaliza, выступавшего на «разогреве» у группы «Океан Эльзы» во время финального концерта, посвящённому 20-летию группы.
В мае 1977 года с концертом в Горловке выступал Владимир Высоцкий. Этот факт упоминается в его биографии из цикла «Жизнь замечательных людей» авторства Владимира Новикова.

## Города-побратимы Горловки
- Барнсли, Великобритания
- Буффало, шт. Нью-Йорк, США
- Пенсакола, шт. Флорида, США
- Нижневартовск, Ханты-Мансийский АО, Россия
- Прокопьевск, Кемеровская область, Россия

## Горловка в искусстве
В Горловке проходили съёмки фильма «Восемь дней надежды».
Горловке и её шахтам 1930-х годов посвящён цикл картин пермской художницы Анны Ивановны Самойловских «У террикона», «Перед спуском в шахту», «В ночную смену».
В 2008 году в этом городе была основана метал-группа Jinjer, которая стала самой популярной украинской метал-группой за рубежом.